# Distretto di Osmangazi
Il distretto di Osmangazi (in turco Osmangazi ilçesi) è uno dei distretti della provincia di Bursa, in Turchia. Comprende la parte centrale della città di Bursa.